# Halecia octopunctata
Halecia octopunctata es una especie de escarabajo del género Halecia, familia Buprestidae. Fue descrita científicamente por Fabricius en 1801.